# Чорний (доплив Болохівки)
Чорний (пол. Czarny) — гірський потік в Україні, у Долинському районі Івано-Франківської області у Галичині. Правий доплив Болохівки, (басейн Дністра).

## Опис
Довжина потоку 8 км, найкоротша відстань між витоком і гирлом — 7,29  км, коефіцієнт звивистості потоку — 1,1 . Формується правим допливом та безіменними струмками.

## Розташування
Бере початок в урочищі Креховичському Лісі. Тече переважно на північний схід понад пагорбом (406,8 м), через урочище Чорний Ліс і у селі Болохів впадає у річку Болохівку, ліву притоку Сівки.
Притоки: Калиновий (права).